# Jenny Evensen
Jenny Evensen (* 13. Juli 2006) ist eine norwegische Schauspielerin.

## Leben und Karriere
Evensen wurde am 13. Juli 2006 geboren. Ihren Durchbruch hatte sie in der norwegischen Jugendserie Lik meg. Anschließend war sie 2022 in Pørni zu sehen. Außerdem trst sie 2024 in der Serie La Palma auf. Im selben Jahr wurde Evensen für den Film Kraken gecastet.

## Filmografie
Filme
- 2024: Kraken

Serien
- 2018–2024: Lik meg
- 2022: Pørni
- 2024: La Palma